# Thomas Strunz
Thomas Strunz (25 de abril de 1968) es un exfutbolista alemán que se desempeñaba como centrocampista defensivo y jugó gran parte de su carrera en el Bayern de Múnich.
Strunz fue internacional para Alemania en un lapso de nueve años, jugando 41 partidos y marcando un gol. Fue parte de la plantilla que ganó la Eurocopa de 1996.

## Selección nacional
Strunz hizo su debut con Alemania el 10 de octubre de 1990, en un amistoso que terminó 3-1 a favor de los alemanes ante Suecia. Luego representó a su selección en la Copa Mundial de Fútbol de 1994 y en la Eurocopa de 1996 donde se coronó campeón.

### Participaciones en Copas del Mundo
| Mundial                        | Sede           | Resultado        |
| ------------------------------ | -------------- | ---------------- |
| Copa Mundial de Fútbol de 1994 | Estados Unidos | Cuartos de final |

### Participaciones en Eurocopa
| Eurocopa         | Sede       | Resultado |
| ---------------- | ---------- | --------- |
| Eurocopa de 1996 | Inglaterra | Campeón   |

## Clubes
| Club             | País     | Año       |
| ---------------- | -------- | --------- |
| MSV Duisburgo    | Alemania | 1986-1989 |
| Bayern de Múnich | Alemania | 1989-1992 |
| VfB Stuttgart    | Alemania | 1992-1995 |
| Bayern de Múnich | Alemania | 1995-2000 |

## Después del retiro
Tras su retirada del fútbol, Strunz trabajó como experto en fútbol para el canal de televisión alemán Sport1.

## Palmarés

### Campeonatos nacionales
| Título                      | Club         | País     | Año     |
| --------------------------- | ------------ | -------- | ------- |
| 1. Bundesliga               | F. C. Bayern | Alemania | 1989-90 |
| Copa de la Liga de Alemania | F. C. Bayern | Alemania | 1997    |
| 1. Bundesliga               | F. C. Bayern | Alemania | 1996-97 |
| Copa de la Liga de Alemania | F. C. Bayern | Alemania | 1998    |
| Copa de Alemania            | F. C. Bayern | Alemania | 1997-98 |
| Copa de la Liga de Alemania | F. C. Bayern | Alemania | 1999    |
| 1. Bundesliga               | F. C. Bayern | Alemania | 1998-99 |
| Copa de la Liga de Alemania | F. C. Bayern | Alemania | 2000    |
| 1. Bundesliga               | F. C. Bayern | Alemania | 1999-00 |
| Copa de Alemania            | F. C. Bayern | Alemania | 1999-00 |

### Campeonatos internacionales
| Título                       | Equipo                | Sede    | Año     |
| ---------------------------- | --------------------- | ------- | ------- |
| Copa de la UEFA              | F. C. Bayern          | Burdeos | 1995-96 |
| Eurocopa                     | Selección de Alemania | Londres | 1996    |
| Liga de Campeones de la UEFA | F. C. Bayern          | Milán   | 2000-01 |